# Морріс Пітерсон
Морріс Расселл Пітерсон (молодший) (англ. Morris Russell Peterson Jr., нар. 26 серпня 1977, Флінт, США) — американський професіональний баскетболіст, що грав на позиціях легкого форварда і атакувального захисника за декілька команд НБА.

## Ігрова кар'єра
На університетському рівні грав за команду Мічиган Стейт (1995–2000). 2000 року став чемпіоном NCAA у складі команди та був визнаний найкращим баскетболістом конференції Big Ten. 2009 року на спеціальній церемонії його ігровий номер 42 був назавжди за ним закріплений університетом.
2000 року був обраний у першому раунді драфту НБА під загальним 21-м номером командою «Торонто Репторз».Захищав кольори команди з Торонто протягом наступних 7 сезонів. Найуспішнішим сезоном став 2005-2006, коли він набирав 16,8 очка та 4,6 підбирання за гру. 
З 2007 по 2010 рік також грав у складі «Нью-Орлінс Горнетс».
Останньою ж командою в кар'єрі гравця стала «Оклахома-Сіті Тандер», до складу якої він приєднався 2010 року і за яку відіграв один сезон.

## Кар'єра на телебаченні
З 2015 по 2017 рік працював експертом на каналі The Sports Network, спеціалізувався на аналізі ігор «Торонто Репторз» та турніру NCAA.

## Статистика виступів в НБА

### Регулярний сезон
| Сезон             | Команда                | GP  | GS  | MPG  | FG%  | 3P%  | FT%  | RPG | APG | SPG | BPG | PPG  |
| ----------------- | ---------------------- | --- | --- | ---- | ---- | ---- | ---- | --- | --- | --- | --- | ---- |
| 2000–01           | «Торонто Репторз»      | 80  | 49  | 22.6 | .431 | .382 | .717 | 3.2 | 1.3 | .8  | .2  | 9.3  |
| 2001–02           | «Торонто Репторз»      | 63  | 56  | 31.6 | .438 | .364 | .751 | 3.5 | 2.4 | 1.2 | .2  | 14.0 |
| 2002–03           | «Торонто Репторз»      | 82  | 80  | 36.0 | .392 | .337 | .789 | 4.4 | 2.3 | 1.1 | .4  | 14.1 |
| 2003–04           | «Торонто Репторз»      | 82  | 29  | 26.2 | .405 | .371 | .809 | 3.2 | 1.4 | 1.1 | .2  | 8.3  |
| 2004–05           | «Торонто Репторз»      | 82  | 61  | 30.6 | .420 | .385 | .832 | 4.1 | 2.1 | 1.1 | .2  | 12.5 |
| 2005–06           | «Торонто Репторз»      | 82  | 77  | 38.3 | .436 | .395 | .820 | 4.6 | 2.3 | 1.3 | .2  | 16.8 |
| 2006–07           | «Торонто Репторз»      | 71  | 12  | 21.3 | .429 | .359 | .683 | 3.3 | .7  | .6  | .2  | 8.9  |
| 2007–08           | «Нью-Орлінс Горнетс»   | 76  | 76  | 23.6 | .417 | .394 | .765 | 2.7 | .9  | .6  | .1  | 8.0  |
| 2008–09           | «Нью-Орлінс Горнетс»   | 43  | 9   | 12.0 | .399 | .388 | .632 | 2.0 | .4  | .3  | .1  | 4.4  |
| 2009–10           | «Нью-Орлінс Горнетс»   | 46  | 39  | 21.2 | .385 | .363 | .611 | 2.7 | .9  | .5  | .1  | 7.1  |
| 2010–11           | «Оклахома-Сіті Тандер» | 4   | 0   | 5.8  | .400 | .000 | .000 | .8  | .3  | .0  | .0  | 1.0  |
| Усього за кар'єру | Усього за кар'єру      | 711 | 488 | 27.2 | .418 | .373 | .773 | 3.5 | 1.5 | .9  | .2  | 10.7 |

### Плей-оф
| Сезон             | Команда              | GP | GS | MPG  | FG%  | 3P%  | FT%  | RPG | APG | SPG | BPG | PPG |
| ----------------- | -------------------- | -- | -- | ---- | ---- | ---- | ---- | --- | --- | --- | --- | --- |
| 2001              | «Торонто Репторз»    | 8  | 3  | 13.8 | .514 | .444 | .750 | 1.5 | 1.9 | .8  | .0  | 5.4 |
| 2002              | «Торонто Репторз»    | 5  | 5  | 30.8 | .367 | .118 | .800 | 2.8 | 2.2 | 1.0 | .6  | 9.2 |
| 2007              | «Торонто Репторз»    | 6  | 2  | 30.5 | .517 | .500 | .833 | 4.5 | .3  | .3  | .3  | 6.8 |
| 2008              | «Нью-Орлінс Горнетс» | 12 | 12 | 23.1 | .485 | .471 | .667 | 2.6 | .6  | .5  | .2  | 7.2 |
| 2009              | «Нью-Орлінс Горнетс» | 2  | 0  | 10.5 | .200 | .333 | .750 | 1.5 | .5  | .5  | .0  | 3.0 |
| Усього за кар'єру | Усього за кар'єру    | 33 | 22 | 22.6 | .457 | .387 | .767 | 2.6 | 1.1 | .6  | .2  | 6.7 |